# Ши Ху
Ши Ху (кит. 石虎, пиньинь Shí Hǔ, 295—349), взрослое имя Цзилун (季龍) — император государства Поздняя Чжао, посмертное имя — У-ди (武帝).

## Биография
Происходил из племени цзе, проживавшего в северной части современной провинции Шаньси. Его отец, бывший двоюродным братом отца Ши Лэ, умер, когда тот был ещё маленьким, и Ши Ху был выращен в семье Ши Лэ, отчего иногда указывался в источниках как его брат. В 303—304 годах люди были вынуждены покинуть эти места из-за разразившегося голода, и дороги Ши Ху и Ши Лэ разошлись. Позднее, когда Ши Лэ уже стал влиятельным генералом на службе у государства Северная Хань, то Лю Кунь (цзиньский губернатор провинции Бинчжоу, в которую входили северная и центральная части современной Шаньси), пытаясь задобрить его и переманить на сторону империи Цзинь, отправил к нему, в числе прочих подарков, его мать и Ши Ху. В результате Ши Ху вырос в армии Ши Лэ.
Ши Ху стал одним из основных подручных Ши Лэ, и часто получал под командование независимые группировки войск для выполнения отдельных задач. В 313 году он разгромил Лю Яня (сына Лю Куня) и захватил Ечэн. Ши Лэ сделал Ши Ху главой округа Вэй, административным центром которого был Ечэн, и Ши Ху стал рассматривать Ечэн как своё личное владение. После того, как в 318 году Цзинь Чжунь убил ханьского императора Лю Цаня, то Ши Ху командовал основными силами, которые Ши Лэ бросил против Цзинь Чжуня.
В 319 году Ши Лэ провозгласил себя правителем независимого княжества Чжао (так как империя (Северная) Хань тоже была переименована в Чжао, то в исторических работах государство, ставшее преемником Северной Хань, называют «Ранней Чжао», а государство, основанное Ши Лэ — «Поздней Чжао»), и дал Ши Ху титул Чжуншаньского князя. В 320 году Ши Ху разгромил Шао Сюя (цзиньского губернатора провинции Цзичжоу, которая занимала западную часть современной провинции Шаньдун), в 321 году — Дуань Пиди (цзиньского губернатора провинции Ючжоу, которая занимала северную часть современной провинции Хэбэй, а также земли современных Пекина и Тяньцзиня), в 322 году — генерала Сюй Каня, в 323 году — генерала Цао Ни (контролировавшего большую часть современной провинции Шаньдун).
С 324 года начались постоянные бои между силами Ранней Чжао (на стороне) и Поздней Чжао. В 325 году Ши Ху разгромил и захватил Лю Юэ, лишив императора Ранней Чжао Лю Яо одного из основных командиров. Осенью 328 года Ши Ху атаковал округ Хэдун. Лю Яо лично возглавил войска, разгромил Ши Ху, после чего пошёл на юг и осадил Лоян. Ши Лэ, опасаясь, что после этого Лю Яо пойдёт на его столицу Сянго, зимой 328 года тоже лично возглавил войска, пошедшие на выручку Лояна. Около нового года две армии сошлись в битве, во время которой Лю Яо был ранен и взят в плен. В плену Лю Яо был казнён. Его сыновья Лю Си (наследник престола) и Лю Инь бежали из столицы Чанъань и попытались укрыться в Шангуе, но Ши Ху настиг их и убил; таким образом Ранняя Чжао прекратила своё существование.
В 330 году Ши Лэ провозгласил себя императором, и назначил сына Ши Хуна наследником престола. Ши Ху метил на трон сам, и начал тайно готовиться к смерти Ши Лэ. Когда в 333 году Ши Лэ заболел, то Ши Ху, явившись во дворец, замкнул на себя все его контакты с внешним миром. После смерти Ши Лэ осенью 333 года Ши Ху немедленно убил своих противников в правительстве. Ши Хун предложил Ши Ху самому занять трон, но тот отказался, и вынудил Ши Хуна стать императором, а ему самому дать титул «Вэйского князя» и сделать главой правительства. После того, как было раскрыто несколько заговоров против Ши Ху, Ши Хун лично явился к нему и предложил ему трон и императорскую печать, но Ши Ху отказался, дав понять, что если он захочет сесть на трон — то сделает это сам, а не по просьбе Ши Хуна.
Вскоре после этого Ши Ху обвинил Ши Хуна в нарушении траура, и сместил его с трона, дав титул «Хайянского князя» (海阳王), а на трон сел сам. Затем Ши Хун, его мать и братья (то есть все потомки Ши Лэ) были казнены по приказу Ши Ху. Придворные предложили ему провозгласить себя императором, но он предпочёл взять титул «Регентствующий Небесный князь» (攝政天王).
В 335 году Ши Ху перенёс столицу из Сянго в Ечэн. В 336 году там началось массовое строительство дворцов, что привело к росту поборов с населения. В 337 году Ши Ху провозгласил себя «Небесным князем» (天王). Позднее в том же году Ши Ху заключил союз с правителем Ранней Янь Мужун Хуаном. Они вместе напали на Дуань и разгромили её. Хуан быстро поссорился с Ши Ху из-за дуаньских земель и чжаосцы напали на Янь. Столица Хуана была осаждена, но у чжаосцев кончился провиант и они отступили, Хуан преследовал их и уничтожил большую часть войска.
С 339 года Ши Ху переключился на боевые действия против империи Цзинь, которая восстановилась в южных землях Китая. В 342 году он затеял крупное строительство, а также начал массовый набор в армию, что легло на население тяжким бременем. В 344 году, поверив предсказаниям астролога о том, что поход окончится неудачей, Ши Ху отказался от намерения наступать на Цзинь.
Весной 349 года Ши Ху провозгласил себя императором, а своих сыновей сделал князьями. Летом того же года он скончался, и среди его сыновей началась борьба за трон, приведшая к гибели государства.